# Isola Codfish
L'isola Codifish (Codfish Island in inglese, Whenua Hou in lingua māori) è una piccola isola situata ad ovest di Stewart Island nel sud della Nuova Zelanda.